# Tractor Sport Club

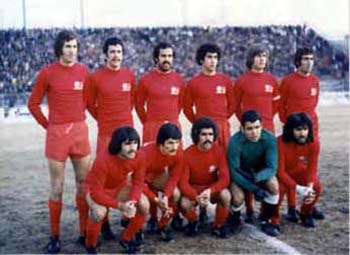
Il Tractor nel 1974, prima di un match di Coppa del Trono di Jamshid.

Il Tractor Sport Club (persiano: باشگاه ورزشی تراکتور, azero: Traktor Klubu), noto come Tractor Sazi fino al 2019, è una società calcistica iraniana di Tabriz, capitale della regione dell'Azerbaigian Orientale. Milita nella Lega professionistica del Golfo persico, la massima divisione del campionato iraniano di calcio.
Il club fu fondato nel 1970 dall'ITMC, importante società di produzione di trattori, automobili, ricambi auto e macchine pesanti con sede a Tabriz; l'azienda detenne la proprietà del club sino al 2011. Ha vinto un campionato iraniano, 2 Coppe d'Iran, 1 Supercoppa d'Iran e un campionato iraniano di seconda serie.
Dalla stagione 1996-1997 disputa le partite casalinghe allo stadio Yadegar-e-Emam di Tabriz, impianto da 66 833 posti dove, nel corso del campionato 2010-2011, l'affluenza media fu di oltre 60 000 spettatori. Gioca in tenuta rossa.

## Storia

### Fondazione e anni 1970
Il Tractor nacque nel 1970 come squadra di calcio di proprietà dell'Azienda iraniana per la produzione di trattori di Tabriz. Iscritto alla Lega Pasargad, la terza divisione iraniana, vi militò per cinque stagioni. Nel 1974-1974 ottenne il primo posto e la promozione nella Coppa del Trono di Jamshid, all'epoca fungeva da massima serie nazionale. Nel 1975-1976 non riuscì a evitare la retrocessione in Lega Pasargard, ma raggiunse la finale nella prima edizione della Coppa d'Iran, finale persa contro il Malavan.
Il tecnico Hossein Fekri rimase in sella malgrado la retrocessione e riportò la squadra in massima serie per la stagione 1977-1978 della Coppa del Trono di Jamshid, chiusa al quinto posto. Nel 1977-1978 la squadra era all'ottavo posto prima dell'interruzione del campionato dopo dodici partite a causa della rivoluzione iraniana. All'epoca la maggiore rivale del Tractor erano i concittadini del Machine Sazi.

### Anni 1980
Negli anni '80 il campionato nazionale conobbe una nuova sospensione a causa della guerra Iran-Iraq, così il Tractor fu costretto a disputare per molti anni solo il campionato di Tabriz. Alla ripresa del campionato iraniano, nel 1986-1987, la rappresentativa dell'Azerbaigian Orientale, una squadra mista composta da giocatori di Tractor e Machine Sazi, arrivò in finale, dove fu sconfitta dalla rappresentativa della provincia di Isfahan.

#### Anni 1990
Nel 1990 la guida della prima squadra del Tractor fu assunta dall'allenatore rumeno Vasile Godja, che lavorava presso la Iran Tractor Manufacturing Company e aveva favorito, come tecnico delle giovanili del club, la crescita di numerosi talenti, tra cui Karim Bagheri, Sirous Dinmohammadi, Alireza Nikmer e Hossein Khatibi.
Nel 1990-1991 il Tractor ottenne la promozione in massima serie e nel 1992-1993, trascinato da Esmail Halali, chiuse al terzo posto in massima serie, all'epoca denominata Lega Azadegan, dizione oggi usata per designare la seconda serie iraniana. Nei quattro anni seguenti la squadra ottenne decimo, terzo, ottavo e nono posto, retrocedendo in seconda serie al termine dell'annata 1994-1995. In quest'ultima stagione il Tractor raggiunse la finale della Coppa d'Iran, persa contro il Bahman, e vinse la MILLS International Cup, torneo amichevole tenutosi in India.
Godja riportò la squadra in massima serie grazie al secondo posto nel campionato di seconda divisione del 1995-1996 e lasciò il Tractor al termine della stagione 1996-1997, dopo sette anni di gestione. Nel gennaio 1996 la squadra si era trasferita allo stadio Yadegar-e-Emam, nuovo impianto da quasi 69 000 posti. Al posto di Godja fu ingaggiato Mohammad Hossein Ziaei, nelle vesti di allenatore-giocatore. Dal 1998 al 2001 la squadra ottenne piazzamenti di centro-classifica, ad eccezione del sesto posto del 1999-2000.

#### Anni 2000
Nel 2001 nel calcio iraniano fu introdotto il professionismo, con la fondazione della Lega professionistica d'Iran. La stagione 2001-2002 vide il Tractor allenato da Reza Vatankhah e Mahmoud Yavari chiudere al quattordicesimo posto il campionato, con conseguente retrocessione in seconda divisione.
Nei successivi sette anni la squadra militò in Lega Azadegan. Nel 2006-2007, pur vincendo il proprio girone di seconda serie, non riuscì a ottenenere la promozione, eliminata nei due turni di play-off da Shirin Faraz e Foolad, ma nel 2008-2009 salì in massima serie dopo otto anni vincendo il proprio girone di Lega Azadegan.

#### Anni 2010

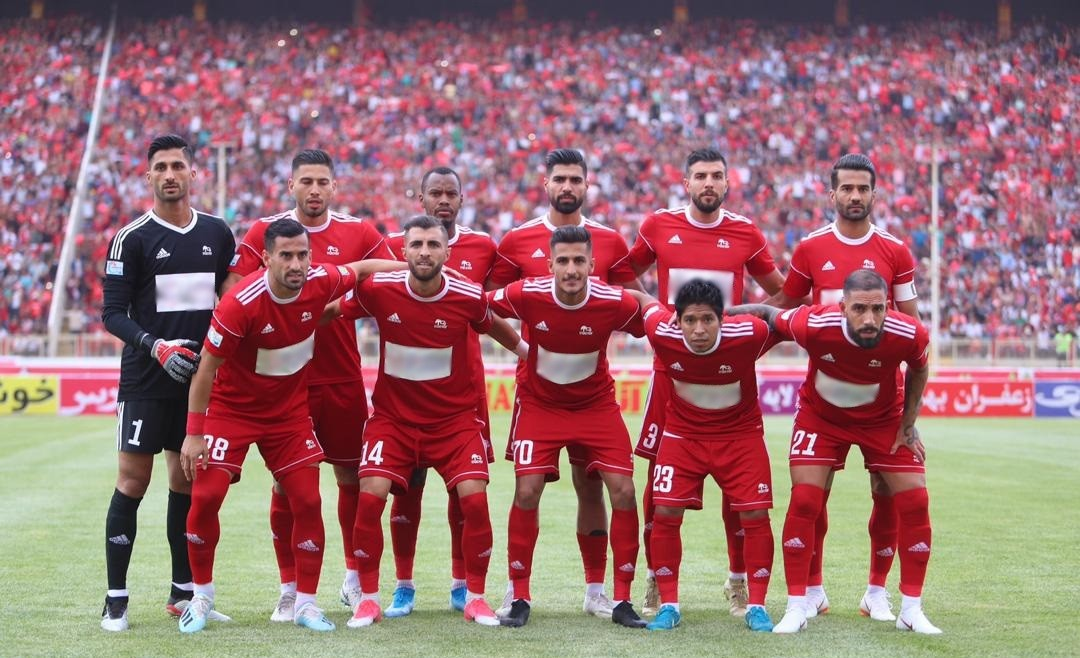
La squadra del Tractor nel 2019-2020.

Nel 2011-2012 la squadra, allenata da Amir Ghalenoei, chiuse il campionato al secondo posto, qualificandosi alla AFC Champions League 2013, prima volta nella storia del club, che avrebbe disputato anche le successive due edizioni della massima manifestazione calcistica continentale. Nel luglio 2012 ad assumere la guida della squadra fu il portoghese Toni, che ottenne il secondo posto nel 2012-2013.

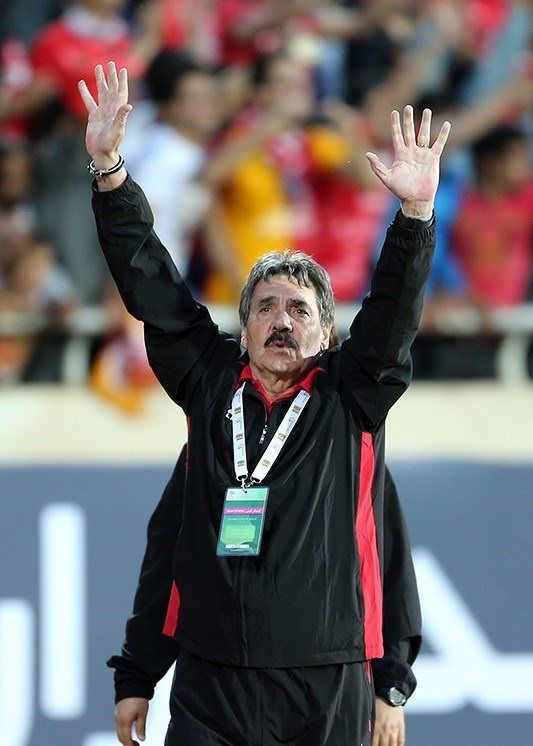
Toni, vincitore di una Coppa d'Iran alla guida del Tractor.

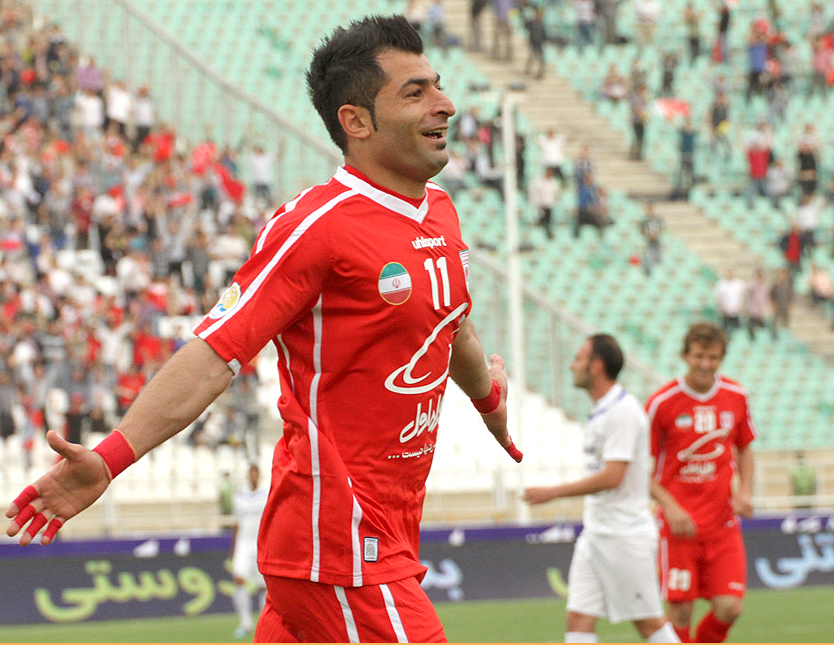
Mohammad Ebrahimi, autore di 31 reti in 180 presenze, è il primatista di gol con la maglia del Tractor.

Nell'estate del 2013 Oliveira fu esonerato a causa di dissapori con la presidenza e al suo posto fu ingaggiato Majid Jalali, ma dopo alcuni risultati negativi fu richiamato in panchina Toni, che vinse la Coppa d'Iran e chiuse il campionato al sesto posto. La stagione 2014-2015 ebbe un epilogo singolare: i giocatori del Tractor pareggiarono per 3-3 all'ultimo turno in casa contro il Naft Teheran (dopo essersi trovati in vantaggio per 3-1 e aver subito un'espulsione) e, a causa di un errore di comunicazione con lo staff presente a bordocampo, al fischio finale iniziarono a celebrare la vittoria del titolo con i propri sostenitori, che nel frattempo avevano invaso il campo, nella convinzione che il Sepahan avesse pareggiato contro il Saipa; in realtà il Sepahan aveva vinto per 2-0, aggiudicandosi il titolo e costringendo il Tractor al secondo posto. Quando la notizia si diffuse anche a Tabriz, i tifosi della squadra di casa reagirono lanciando seggiolini e cassonetti dagli spalti.

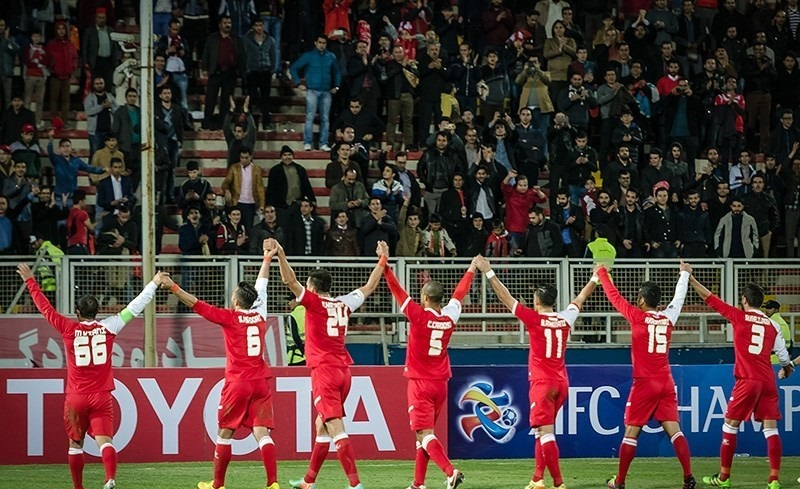
Giocatori del Tabriz in festa dopo il 2-0 contro il nella fase a gironi della AFC Champions League 2016.

A metà della stagione seguente Toni fu esonerato e sostituito da Amir Ghalenoi. Nell'AFC Champions League la squadra riuscì a vincere per la prima volta una partita, per poi portare a due i successi di fila nella fase a gironi, superata dal club per la prima volta. Agli ottavi di finale gli iraniani furono eliminati dagli emiratini dell'Al-Nasr.
Nel 2016-2017 il Tractor fu finalista perdente di Coppa d'Iran (sconfitto dallo Zob Ahan) e terzo in campionato, mentre nel 2019-2020 vinse la coppa nazionale battendo in finale l'Esteghlal, per poi perdere, nel giugno 2021, la supercoppa contro il Persepolis. Nel 2024-2025 ha vinto per la prima volta il campionato iraniano, con due giornate di anticipo.

## Organico

### Rosa 2024-2025
| N. |                       | Ruolo | Calciatore                    |
| -- | --------------------- | ----- | ----------------------------- |
| 1  | Iran (bandiera)       | P     | Hossein Pour Hamidi           |
| 2  | Iran (bandiera)       | D     | Mehdi Shiri                   |
| 3  | Iran (bandiera)       | D     | Shojae Khalilzadeh (capitano) |
| 4  | Iran (bandiera)       | D     | Mohammad Aghajanpour          |
| 5  | Iraq (bandiera)       | C     | Safaa Hadi                    |
| 6  | Iran (bandiera)       | C     | Mehdi Hosseini                |
| 7  | Brasile (bandiera)    | C     | Gustavo Vagenin               |
| 8  | Serbia (bandiera)     | C     | Miloš Deletić                 |
| 9  | Iran (bandiera)       | C     | Amirhossein Hosseinzadeh      |
| 10 | Portogallo (bandiera) | C     | Ricardo Alves                 |
| 14 | Iran (bandiera)       | D     | Milad KorU21                  |
| 16 | Iran (bandiera)       | A     | Mehdi Abdi                    |
| 17 | Iran (bandiera)       | D     | Saeid KarimazarU23            |
| 19 | Serbia (bandiera)     | A     | Milos Deletic                 |
| 20 | Iran (bandiera)       | A     | Mehdi HashemnejadU23          |
| 21 | Iran (bandiera)       | P     | Ehsan Moradian                |

| N. |                    | Ruolo | Calciatore           |
| -- | ------------------ | ----- | -------------------- |
| 22 | Iran (bandiera)    | D     | Mohammad Naderi      |
| 33 | Iran (bandiera)    | D     | Aref Aghasi          |
| 49 | Iran (bandiera)    | P     | Adib ZareiU21        |
| 66 | Iran (bandiera)    | C     | Behzad SalamiU23     |
| 72 | Iran (bandiera)    | A     | Arsalan Motahari     |
| 75 | Iran (bandiera)    | D     | Mohammad Hosseini    |
| 78 | Iran (bandiera)    | A     | Rahman Jafari        |
| 88 | Iran (bandiera)    | C     | Siamak Nemati        |
| 90 | Iran (bandiera)    | A     | Sajjad Ashouri       |
| 91 | Iran (bandiera)    | A     | Amirreza JeddiU21    |
| 93 | Iran (bandiera)    | C     | Mehdi ShabaniU23     |
| 95 | Iran (bandiera)    | D     | Morteza JavaheriU23  |
| 96 | Iran (bandiera)    | D     | Abolfazl RezaeiU21   |
| 97 | Iran (bandiera)    | A     | Amirali KhorramiU21  |
| 99 | Iran (bandiera)    | A     | Amir EbrahimzadehU21 |
|    | Albania (bandiera) | A     | Sokol Çikalleshi     |

## Palmarès

### Competizioni nazionali
- Campionato iraniano: 1

2024-2025
- Coppa d'Iran: 2

2013-2014, 2019-2020
- Supercoppa d'Iran: 1

2025
- Lega Azadegan: 1

2008-2009
- Lega iraniana di seconda divisione: 1

1974-1975

### Competizioni regionali
- Supercoppa dell'Azerbaigian Orientale

1992
- Campionato di Tabriz: 1

1984-1985
- Campionato di Tabriz di seconda divisione: 1

1981-1982

### Altri piazzamenti
- Campionato iraniano:

Secondo posto: 2011-2012, 2012-2013, 2014-2015
Terzo posto: 1992-1993, 2016-2017
- Coppa d'Iran:

Finalista: 1975-1976, 1994-1995, 2016-2017
Semifinalista: 2015-2016
- Supercoppa d'Iran:

Finalista: 2020
- Lega iraniana di seconda divisione:

Secondo posto: 1976-1977, 1995-1996